# ایرنینی
ایرنینی یکی از خدایان میان‌رودان است.
در اسطوره‌ها وی را خدای جنگل‌های سدر دانسته‌اند.
وی پس از پیروزی گیلگامش و انکیدو بر هومبابا ایشان ندا می‌دهد که کارشان پایان یافته و باید به اوروک بازگردند.